# Метро Манила
Метрополитанска Манила (фил./таг. Kalakhang Maynila, Kamaynilaan), чешће позната под називом Метро Манила или Манила само; Национални регион главног града / НРГ(Г) (енгл. National Capital Region, NCR) Филипина; представља седиште владе и најнасељенији регион у држави који чини главни град Филипина Манила, најнасељенији град Филипина Кезон Сити, општина Патерос, те градови Калоокан, Лас Пињас, Макати, Малабон, Мандалујон, Марикина, Мунтинлупа, Навотас, Парањаке, Пасај, Пасиг, Сан Хуан, Тагиг и Валенсуела.
Национални регион главног града, који заузима површину од 619,5 km2, имао је 2020. године 13.484.462 становника — што га чини најнасељенијим регионом на Филипинима, те 9. најнасељенијим метрополитанским подручјем у Азији. Потпуно урбанизовано подручје, са обухваћеним провинцијама Булакан, Кавите, Лагуна, Ризал и Батангас, Демографија је проценила да броји 24.123.000 становника, што га чини 4. најнасељенијим урбаним подручјем на свету. Ових 5 провинција, плус Метро Манила и Пампанга, укупно броје 30,7 милиона становника према резултатима новог пописа из 2015. године.
Регион је центар културе, економије, образовања и владе Филипина. Метро Манила је једно од 12. дефинисаних метрополитанских подручја на Филипинима према Националној управи за економију и развој. Проглашен глобалним градом, НРГ има огроман утицај на трговину, финансије, медије, уметност, моду, истраживања, технологију, образовање и забаву што на националном што на интернационалном нивоу. Место је у ком се налазе сви конзулати и амбасаде на Филипинима, што га најважнијим центром за међународну дипломатију у држави.
Економска моћ чини регион најбољим државним центром за финансије и пословање. На НРГ отпада око 37,2% бруто домаћег производа Филипина.
Метро Манила је основана 1975. године, доношењем Председничког декрета бр. 824; ово је био одговор на потребе за одржањем растуће популације и стварањем центра политичке моћи односно седишта Владе Филипина.
Провинција Манила, претеча данашње Метро Маниле, једна је од осам провинција које су се прве подигле против Шпанске колонијалне управе на Филипинима. Провинција је у част овога добила једну зраку сунца на застави Филипина; свака од осам сунчевих зрака симболизује по једну од осам револуционарних провинција.